# رفائيل سبرجلبورد
رفائيل سبرجلبورد (بالإسبانية: Rafael Spregelburd) (و. 1970  م) هو كاتب، وكاتب مسرحي، وممثل أفلام، ومؤلف أرجنتيني، ولد في بوينس آيرس.

## وصلات خارجية
- رفائيل سبرجلبورد على موقع IMDb (الإنجليزية)
- رفائيل سبرجلبورد على موقع ألو سيني (الفرنسية)
- رفائيل سبرجلبورد على موقع أول موفي (الإنجليزية)
- رفائيل سبرجلبورد على موقع قاعدة بيانات الأفلام السويدية (السويدية)
- رفائيل سبرجلبورد على موقع قاعدة بيانات الفيلم (الإنجليزية)
- رفائيل سبرجلبورد على موقع كينوبويسك (الروسية)